# دونلسون (آیووا)
دونلسون (به انگلیسی: Donnellson) شهری در ایالت آیووا کشور ایالات متحده آمریکا است که جمعیت آن در سرشماری سال ۲۰۱۰ میلادی، ۹۱۲ نفر بوده‌است.